# Ранди Нюман
Рандал Стюарт „Ранди“ Нюман (на английски: Randall Stuart „Randy“ Newman) (роден на 28 ноември 1943 г.) е американски текстописец, аранжор, композитор, пианист и певец. Роден в еврейско семейство.
От 80-те години на 20 век работи предимно във филмовата индустрия. Филми с неговата музика включват „Пробуждане“, „Маверик“, „Котките не танцуват“, „Запознай се с нашите“, „Воля за победа“ и „Момичето на отбора“. Работил е по музиката на седем филма на Дисни-Пиксар, сред които са „Играта на играчките“, „Приключението на бръмбарите“, „Таласъми ООД“, „Играта на играчките 2“, „Колите“ и „Играта на играчките 3“.